# Solana Quesada
Solana María Quesada Bartesaghi (Montevideo, 23 de julio de 1970) es una asistente social e investigadorauruguaya, magíster en Políticas Públicas y Género, que se desempeña como Directora de la Asesoría para la Igualdad de Género de la Intendencia de Montevideo desde el 2019.

## Trayectoria

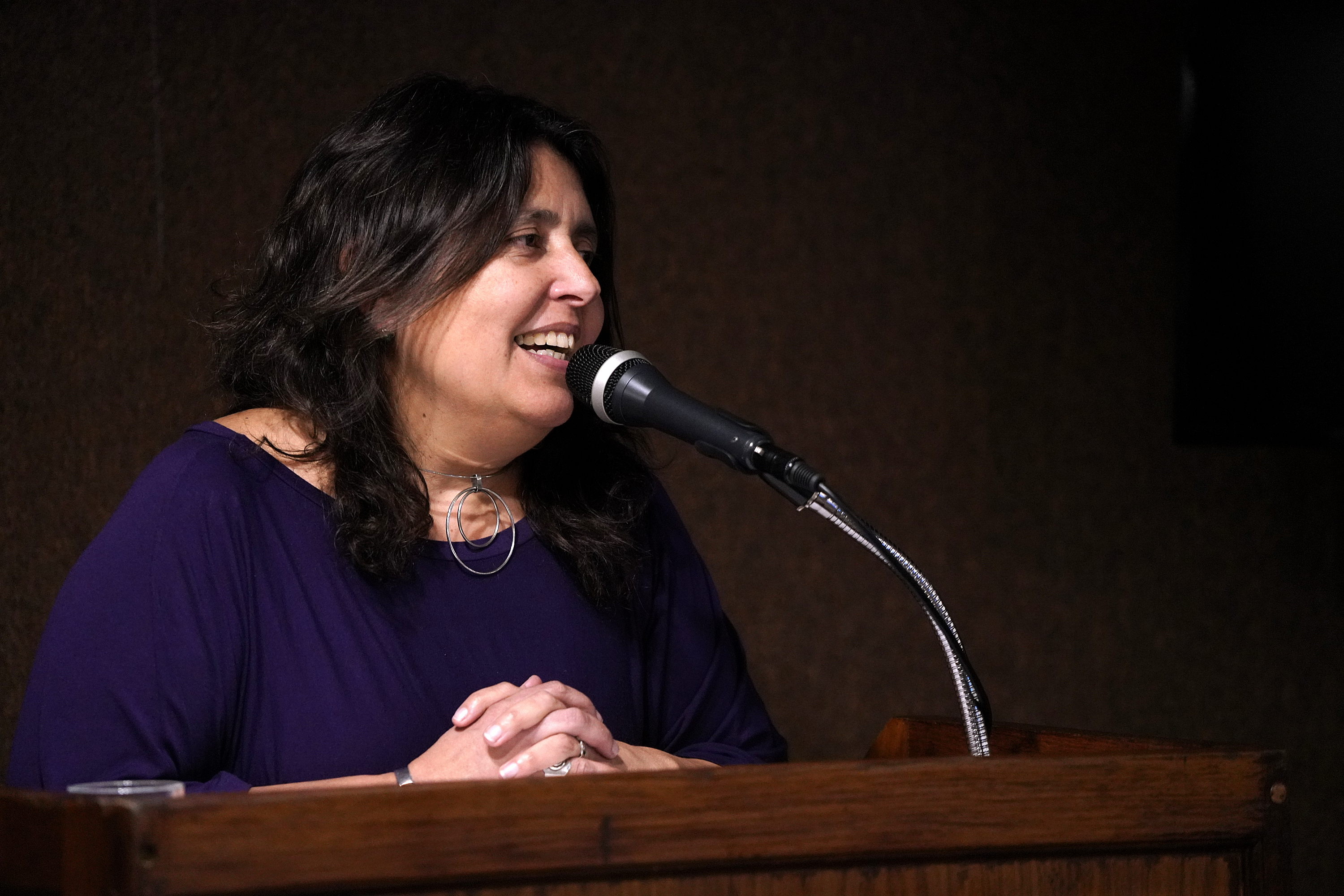
Solana Quesada en la presentación de una investigación sobre genero y cultura (año 2020)

Entre los años 1996 y 2003 fue la Coordinadora del Programa de Género del Instituto de Desarrollo Humano (IDHU) de la Asociación Cristiana de Jóvenes (ACJ).
Entre los años 2001 y 2011, fue consultora, funcionaria, y coordinadora del área de Sexualidad y Género en la intendencia de Montevideo, cargos en los que Quesada tuvo a su cargo la coordinación de proyectos vinculados a la promoción de derechos sexuales y reproductivos (DSR) con el sector Salud y educación, con énfasis en la participación adolescente.
Ingresó como funcionaria de la Intendencia de Montevideo en el 2007 por concurso abierto de oposición y méritos de Asistente Sociales, para integrar la Asesoría para la Igualdad de Género de la misma, desempeñándose partir del 2019 como directora de la Asesoría para la Igualdad de Género de la Intendencia y participando del gabinete municipal.
También en el 2007 se desempeña como Asistente Técnica para la implementación del Primer Plan Nacional de Igualdad de Oportunidades y Derechos, para el Instituto Nacional de las Mujeres - Ministerio de Desarrollo Social (MIDES), contratada por el Fondo de Desarrollo de las Naciones Unidas para la Mujer (UNIFEM).

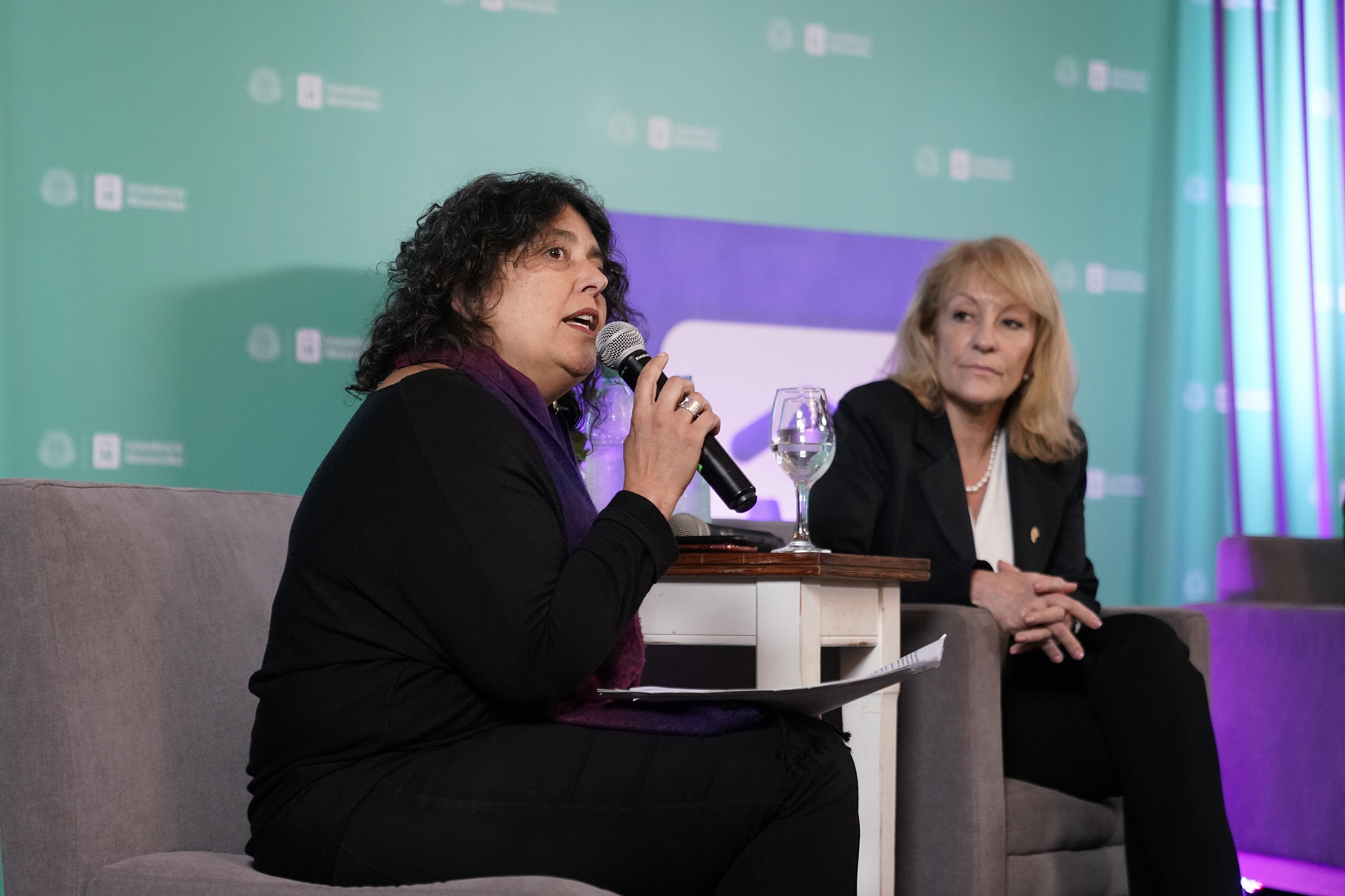
Solana Quesada junto a la, en ese momento, Intendenta de Montevideo Carolina Cosse, en la conmemoración de los 30 años del servicio 0800 4141 (año 2022)

Durante el 2011 fue coordinadora técnica del Proyecto Fortalecimiento de la Comisaría de la Mujer, para combatir la violencia de género en el Ministerio del Interior del Uruguay.
Desde el 2012 al 2013 integró el grupo docente del Proyecto "Hacia un Sistema Nacional de Cuidados con perspectivas de género en el Uruguay" del Centro Interdisciplinario de Estudios sobre el Desarrollo de Uruguay (CIEDUR) - Red de Género y Familia que contaba con el apoyo de la Unión Europea.
Del 2014 al 2017 se desempeñó como consultora independiente para Obras Sanitarias del Estado (OSE) en la implementación del Mercado de Calidad con Equidad de Género.
Desde el 2011 al 2019 ejerció la coordinación de equipos docentes de FLACSO, Uruguay, dentro del programa de Género y Cultura, en el cual integró el equipo evaluador del Programa Regional de Fortalecimiento Institucional de Políticas de Igualdad de Género en la Agricultura Familiar del MERCOSUR. El programa era llevado adelante entre la Reunión Especializada de Agricultura Familiar (REAF), el Mercado Común del Sur (MERCOSUR) y la Agencia Española de Cooperación Internacional para el Desarrollo (AECID). Fue a su vez docente del Seminario de transversalidad para la igualdad de género en el Diploma Superior de Género y políticas públicas de FLACSO.

Forma parte del equipo docente y del de desarrollo de contenidos del Diploma en Género y políticas de Igualdad impartido en FLACSO.

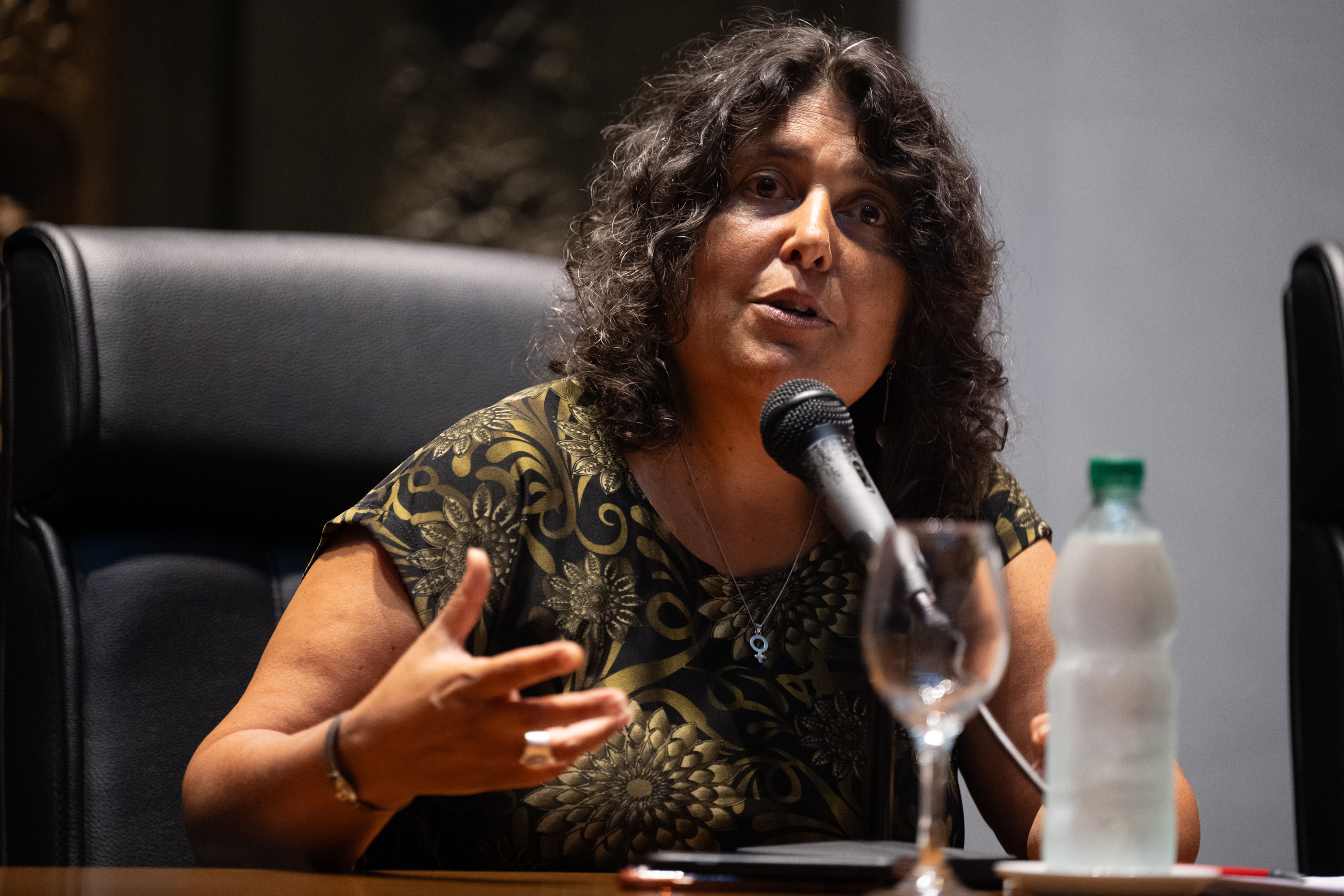
Solana Quesada en la presentación de los primeros resultados del funcionamiento de la Línea de escucha para hombres (año 2024)

A partir del año 2019 se desempeña como Directora de la Asesoría para la Igualdad de Género de la Intendencia de Montevideo, que depende de la Secretaría General de la Intendencia de Montevideo, que es el área de la Intendencia de Montevideo que, en sus propias palabras, se encarga de: “...por un lado de generar políticas específicas en la ciudadanía o sea que las mujeres , disidencias y la población acceda a recursos específicos que necesita para que  su vida sea mejor"..."A su vez tiene un cometido, ser el organismo rector de las políticas de género de la intendencia y que todas las acciones que la IM haga junto a los municipios se puedan incorporar a la perspectiva de género de sus políticas. También en ese sentido tiene acciones transversales".
En el 2021 participó como panelista, como parte de las participantes gubernamentales, en el seminario: "Ciudades que cuidan. Aportes para la sostenibilidad de la vida", presentando en el panel: "Experiencias públicas de cuidado". Llevado a cabo en el Salón Azul de la Intendencia de Montevideo, organizado por Cotidiano Mujer y Articulación Feminista Marcosur (AFM), con el apoyo de la Intendencia de Montevideo y la Unión Europea.
A partir del 1° de marzo, y hasta el 10 de julio del 2030, la Intendencia de Montevideo autorizó su pase en comisión para la presidencia del Senado, donde desarrollará tareas de asesoría a Carolina Cosse.

### Educación
Es una asistente social, escritora y magíster en Políticas Públicas y Género nacida en Montevideo, Uruguay.
En el año 1993 obtuvo su título de Asistente Social Universitaria en la Escuela Universitaria de Servicio Social de la Universidad de la República (UDELAR).
En 1995 participó como parte de una delegación de 24 jóvenes latinoamericanas y caribeñas que el Banco Interamericano de Desarrollo (BID) seleccionó para que fueran a la IV Conferencia Mundial de las Mujeres que fue celebrada en Pekín, en donde fue aprobada la Declaración y Plataforma de Acción de Beijín, y de la que ha mencionado en algunas entrevistas el impacto que produjo en su vida: "En mi vida hay una antes y un después de Pekín"
En 2001 alcanzó el Diplomado en Género, Desarrollo y Planificación en la Facultad de Ciencias Sociales, Centro Interdisciplinario de Estudios de Género de la Universidad de Chile.
En el 2011, en la Facultad Latinoamericana de Ciencias Sociales (FLACSO) de Uruguay logró su Diploma Superior de Género y Políticas de Igualdad y en el 2015 la Maestría en Políticas Públicas y Género.

## Obra
- Quesada, Solana; Fernández, Ana Gabriela; Maidana, Natalia; Sierra, Nicolás (2018). Por el juego y por tus derechos : orientaciones para una transformación cultural a través del fútbol infantil. Montevideo: Flacso Uruguay.
- Quesada, Solana; Pérez de Sierra, Isabel; Campero, Ruben (2016). Género y masculinidades : miradas y herramientas para la intervención. Montevideo: Fondo de Población de las Naciones Unidas : Ministerio de Desarrollo Social, Instituto Nacional de las Mujeres.
- Quesada, Solana (2015). Sexualidad y derechos : aportes para el trabajo con adolescentes y jóvenes / autoras Solana Quesada, Beatriz Abero, Isabel Pérez de Sierra.. Montevideo: Ministerio de Desarrollo Social : Instituto Nacional de la Juventud : Fondo de Población de las Naciones Unidas : FLACSO Uruguay.
- Quesada, Solana; Barreiro, Line; Minguez., Goiatz (2007). Primer plan nacional de oportunidades y derechos : políticas públicas hacia las mujeres. Montevideo: MIDES, Instituto Nacional de las Mujeres.
- Quesada, Solana; Ramos, Valeria; González, Alejandro; Romero, Marcelo (2007). Modelos para armar y desarmar : herramientas conceptuales y construcción de materiales didácticos para la educación en sexualidad desde un enfoque de género. Montevideo: Gurises Unidos.
- Quesada, Solana; Barreiro, Line (2006). Relevamiento de mecanismos y políticas públicas en el Uruguay para la igualdad de las mujeres y la equidad de género : puntos de partida.. Montevideo: Ministerio de Desarrollo Social. Instituto Nacional de las Mujeres.
- Quesada, Solana; López Gómez, Alejandra (2005). Material de apoyo en género y salud sexual y reproductiva a equipos técnicos de los centros CAIF : guía metodológica.. Montevideo: Gurises Unidos : CAIF.
- Quesada, Solana; Cal, Enrique (2003). La sexualidad a flor de piel : estrategias de trabajo comunitario con adolescentes y jóvenes en afectividad y sexualidad. Montevideo: Intendencia Municipal, Comisión de la Mujer : ACJ, Instituto de Desarrollo Humano.